# Debby Boone
Debby Boone, pseudonimo di Deborah Anne Boone (Hackensack, 22 settembre 1956), è una cantante e attrice statunitense.
Figlia di Pat Boone, Debby è conosciuta per la sua canzone You Light Up My Life del 1977 che divenne un successo mondiale e raggiunse la prima posizione nelle classifiche statunitensi.
Assieme alle sue tre sorelle e al padre, è stata membra del gruppo i The Boones negli anni '70.
Nel 1978 ha vinto un Grammy Award.

## Biografia
Originaria del New Jersey, è la terza delle quattro figlie del cantante Pat Boone e di Shirley Foley Boone, ed è dunque nipote di Red Foley.
È conosciuta in particolare per la hit You Light Up My Life (1977), che ha consentito all'artista di vincere il Grammy Awards 1978 nella categoria Best New Artist, e un American Music Award. La canzone, scritta e prodotta da Joe Brooks per il film omonimo, è stata anche inserita nella colonna sonora della telenovela brasiliana Dancin' Days.
Tra il 1979 e il 1981 ha intrapreso un percorso di successo nella musica country, per poi dedicarsi alla musica sacra alla metà degli anni '80.
Dopo Be Thou My Vision (1989), è ritornata a incidere solo nel 2005.
Per quanto riguarda la sua carriera di attrice, ha lavorato in questa veste soprattutto negli anni '90, sia al cinema che in televisione. Degne di nota le sue apparizioni nei film Hollywood Safari (1997) e Tre canaglie e un galeotto (1999).

## Vita privata
Dal 1979 è sposata con il pastore Gabriel Ferrer, figlio di José Ferrer e Rosemary Clooney. La coppia ha quattro figli.

## Discografia
- You Light Up My Life (1977)
- Midstream (1978)
- Debby Boone (1979)
- Love Has No Reason (1980)
- With My Song (1980)
- Savin' It Up (1981)
- Surrender (1983)
- Choose Life (1985)
- Friends for Life (1987)
- Be Thou My Vision (1989)
- Reflections of Rosemary (2005)
- Swing This (2013)